# Solanum citrullifolium
Solanum citrullifolium é uma espécie de planta com flor pertencente à família Solanaceae. 
A autoridade científica da espécie é A.Braun, tendo sido publicada em Ind. Sem. Hort. Friburg. (1849).

## Portugal
Trata-se de uma espécie presente no território português, nomeadamente em Portugal Continental.
Em termos de naturalidade é introduzida na região atrás indicada.

## Protecção
Não se encontra protegida por legislação portuguesa ou da Comunidade Europeia.